# 荒木宗太郎
荒木 宗太郎（あらき そうたろう、生年不詳 - 1636年12月4日（寛永13年11月7日））は、安土桃山時代から江戸時代初期にかけて主に長崎で活躍した肥後国出身の貿易商人。名は一清。通称は宗衛門。17世紀初期に、ベトナム広南国の王族の女性を妻として日本に連れ帰ったことで知られる。

## 経歴・人物

荒木宗太郎が乗船したとみられる朱印船「荒木船」

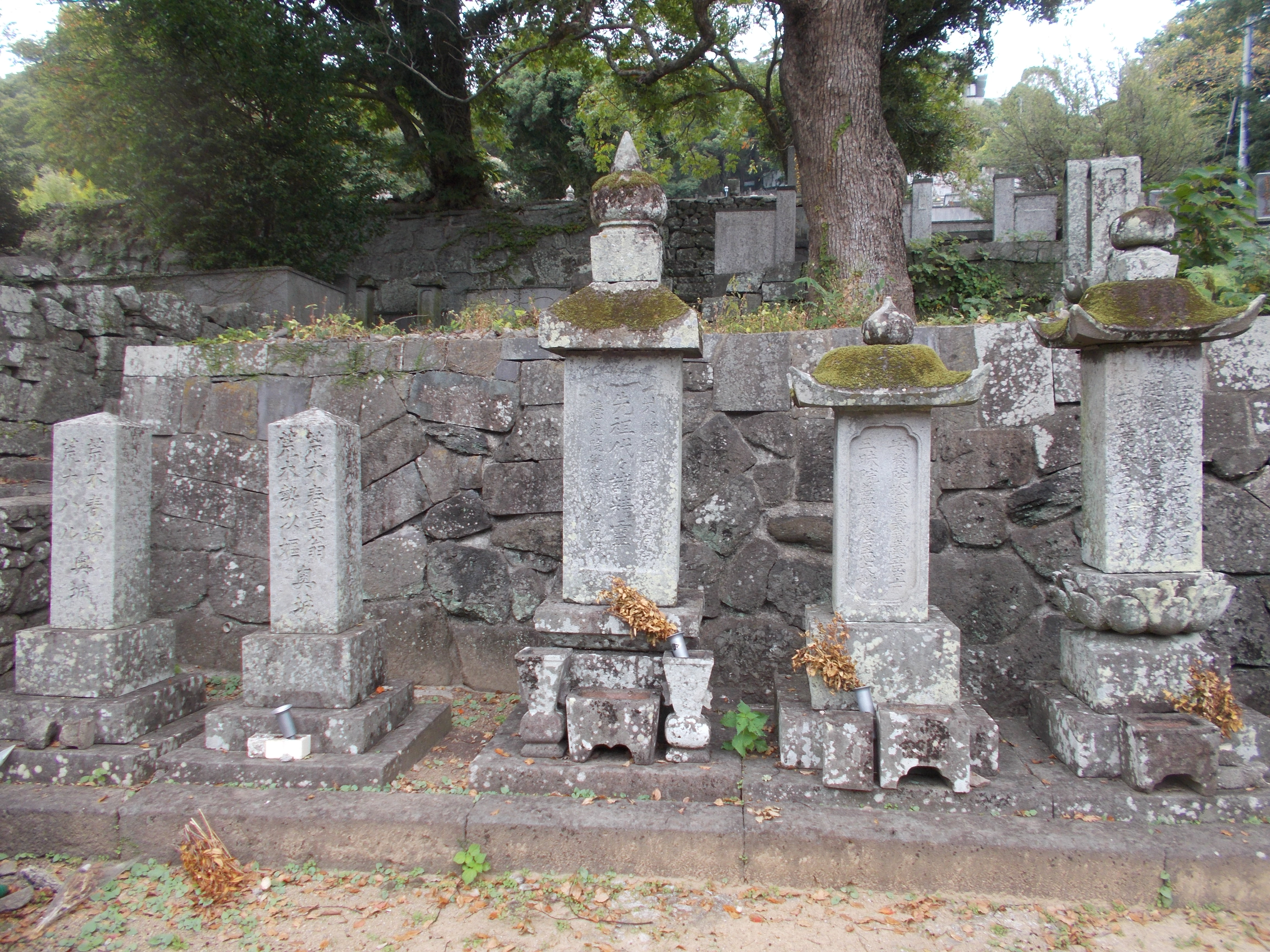
荒木宗太郎の墓（大音寺）

肥後国（熊本県）で武士の家に生まれる。1588年（天正16年）ごろ、長崎に移住し豊臣秀吉から朱印状を交付されたことにより、朱印船貿易の関係の仕事に携わった。朱印状を交付された商人は他にも末次平蔵、船本弥平次、糸屋隋右衛門、大坂では末吉孫左衛門、京都では茶屋四郎次郎、角倉与一、伏見屋、堺では伊勢屋らがいる。
その後、長崎から東南アジアを中心に朱印船貿易の向上に携わるため、出航した。1606年（慶長11年）にシャムのアユタヤ王朝（現在のタイ）、1610年（慶長15年）には安南の広南国（現在のベトナム）へそれぞれ訪問した。1619年（元和5年）からは日本と交趾（インドシナ半島）を数回航海したことにより、当時の安南の広南国君主阮福源の恩恵を受けた。これによって彼の養女であったアニオー（和名：王加久戸売）との異例の結婚により、一躍名を馳せた。宗太郎没後も地元の人から「アニオーさん」と呼ばれて愛され、1645年に長崎で没した。なお、2人の間には一人娘・家須（やす）がいた。
1632年（寛永9年）に江戸幕府からの鎖国要請により、一家は帰国した。死去後も荒木家の代々が朱印船貿易の商人を継いだ。なお、彼の墓は長崎市鍛冶屋町にある大音寺境内の後山墓地内に所在する。子孫には、明治期長崎の教育家・荒木周道や、その妹で板垣退助の妻となった荒木絹子らがいる。